# Vincenzo di Palma
Vincenzo di Palma (ur. 30 czerwca 1970 w Neapolu) – włoski wioślarz.

## Osiągnięcia
- Mistrzostwa Świata Juniorów – Račice 1986 – ósemka – 8. miejsce[1].
- Mistrzostwa Świata Juniorów – Kolonia 1987 – ósemka – 8. miejsce[1].
- Mistrzostwa Świata – Indianapolis 1994 – czwórka ze sternikiem – 8. miejsce[1].
- Mistrzostwa Świata – Tampere 1995 – czwórka ze sternikiem – 3. miejsce[1].
- Igrzyska Olimpijskie – Atlanta 1996 – ósemka – 9. miejsce[1].
- Mistrzostwa Świata – Aiguebelette-le-Lac 1997 – dwójka ze sternikiem – 4. miejsce[1].
- Mistrzostwa Świata – Lucerna 2001 – ósemka wagi lekkiej – 4. miejsce[1].
- Mistrzostwa Świata – Sewilla 2002 – ósemka wagi lekkiej – 1. miejsce[1].
- Mistrzostwa Świata – Mediolan 2003 – ósemka – 5. miejsce[1].
- Mistrzostwa Świata – Monachium 2007 – ósemka – 15. miejsce[1].
- Mistrzostwa Świata – Linz 2008 – ósemka wagi lekkiej – 4. miejsce[1].
- Mistrzostwa Świata – Poznań 2009 – dwójka ze sternikiem – 6. miejsce[1].
- Mistrzostwa Europy – Montemor-o-Velho 2010 – ósemka wagi lekkiej – 1. miejsce[1].